# Castello di Riva
Das Castello di Riva ist eine mittelalterliche Burg in Riva, einem Ortsteil der Gemeinde Ponte dell’Olio in der italienischen Emilia-Romagna.
Der Name der Burg leitet sich von dem Ortsteil ab, in dem sie steht; dieser wiederum erhielt den Namen „Riva“ (dt.: Ufer) vermutlich wegen des benachbarten Bachlaufes der Nure. Die Burg steht am orographisch rechten Ufer des Baches, zwischen dem Bachlauf und der Straße, die das Tal durchzieht, zur Kontrolle des Weges entlang des Nuretals.
Ihre Lage nahe der Stelle, an der der Nure in die Poebene eintritt, war strategisch günstig, da sie die Kontrolle des Weges in Richtung Meer ermöglichte: Durch das Val d’Aveto in Richtung Ligurien und durch das Val di Taro in die Lunigiana.

## Geschichte
Die erste urkundliche Erwähnung einer Burg in Riva stammt aus einer Investitur in das Lehen aus dem Jahre 1199, die unter einem Portikus, umgeben von einer Wehrmauer, stattfand, die wahrscheinlich einen einfachen Kern der späteren Burg bildeten. 1225 verkauften Obizzo und Giulio Ardizzoni, die die Burg zusammen mit Ghislerio Ardizzoni besaßen, ihren Anteil des Anwesens an Obizzo Visdomini. In dieser Zeit erfüllte das Gebäude die Funktion eines militärischen Vorpostens.
Später wurde die Burg durch die Adelsfamilie Del Cairo aus Piacenza nach typisch mittelalterlicher Art umgebaut und erweitert. Diese Umbauten wurden 1277 abgeschlossen, wie eine Inschrift im Inneren der Burg bezeugt („MCCLXXVII fuit factum hoc castrum“).
1323 verkaufte Oberto del Cairo die Burg und einige angrenzende, dazu gehörende Grundstücke an den Vigolzone-Zweig der Familie Anguissola für 5600 Lire, wie ein vom Notar Michele Mussi ausgefertigter Vertrag bezeugt. Mit dem Eigentümerwechsel gehörte der Komplex zusammen mit den benachbarten Burgen von Montesanto und Bicchignano zum Verteidigungssystem der Familie Anguissola, die den größten Teil des unteren Nuretals kontrollierte.
Einer Sage nach soll in der Burg in der ersten Hälfte des 15. Jahrhunderts die Tochter des Adligen Nicolò Soderini aus Florenz zu Gast gewesen sein, die dort als Gast von Beatrice Tedeschi, der Gattin des Lehensnehmers Gian Giacomo Anguissola weilte; die junge Frau wurde aus Liebe zur Diebin: Sie verliebte sich in einen geldgierigen Mann, stahl den Schatz der Burg und begrub ihn in der Nähe des Bergfrieds. Sie soll so in den Brunnen geworfen worden sein. Aus diesem Grunde sollen die Wasser des Nure des Nachts einen smaragdgrünen Schimmer abgeben, wie die Augen der jungen Frau.
1412 weilte in der Burg der Kaiser des Heiligen Römischen Reiches, Sigismund, der bei dieser Gelegenheit Bernardone Anguissola das Lehen von Riva, Grazzano und Montesanto gewährte. Die Investitur der Familie ‚‘Anguissola‘‘ in das Lehen von ‚‘Riva‘‘ wurde später zuerst von der Familie Visconti und dann von der Familie Sforza bestätigt, bis die ‚‘Anguissolas‘‘ durch ein Edikt von 1468 den Grafentitel erhielten.
Die Burg blieb bis 1567 in Besitz der Familie ‚‘Anguissola‘‘, dann kaufte sie der Herzog von Parma und Piacenza, Ottavio Farnese, dessen Vater Pier Luigi etwa 20 Jahre vorher im Zuge einer Verschwörung unter Führung eines Familienmitgliedes der Anguissolas, des Grafen Giovanni, ermordet worden war.
Nachdem die Burg anfangs von Ottavio Farnese als Wohnstatt genutzt wurde, in der er seine Ferien verbrachte, gewährte sie der Herzog Paolo Vitelli, einem Kapitän in Diensten der Familie Farnese, gleichzeitig mit der Erhebung des Lehens zur Markgrafschaft. 1703 wurde das Lehen, das damals Riva und Carmiano umfasste, Cesare und Carlo Magni gewährt, die es bis ungefähr 1735 behielten; dann ging es in den Besitz der Familie Cusani aus Mailand über. Es gab weitere Eigentümerwechsel und 1778 fiel die Burg an die Familie Sforza Fogliani, der später die Grafen Scribani-Rossi folgten.
In den letzten Jahren des 19. Jahrhunderts ging das Gebäude in den Besitz des Prinzen Emmanuele Ruspoli aus Rom über, der, da er es im Zustand des Verfalls vorfand, 1884 eine Reihe von Umbau- und Restaurierungsarbeiten unter der Leitung des Architekten Angelo Colla aus Piacenza einleitete, der sich vorher um die Restaurierung des Palazzo Comunale gekümmert hatte. Die Arbeiten beschränkten sich nicht auf eine klassische Restaurierung, sondern bestanden aus einem echten Neubau des Gebäudes in neumittelalterlichem Stil, was unter anderem zur Aufstockung des Bergfrieds und zum Bau von Kurtinen und Zinnenbekrönungen führte. Laut dem Architekten Carlo Perogalli folgte die Restaurierung einer fragwürdigen Logik, in der willkürlich beschlossen wurde, einige architektonische Elemente hinzuzufügen, wodurch die historische Bedeutung des Gebäudes verringert wurde.
Später gehörte die Burg der Familie Fioruzzi, die ab 1930 die Restaurierungsarbeiten beenden ließ, die im Jahrhundert vorher begonnen worden waren, wobei auch der Park innerhalb der Wehrmauer renoviert wurde.
Im Zweiten Weltkrieg wurde die Burg zuerst von den italienischen Truppen, dann 1943 vom deutschen Kommando und schließlich von den Truppen der italienischen Sozialrepublik für militärische Zwecke requiriert. Die Zeichen des Durchzugs der deutschen Truppen in der Burg bleiben in einer hundert Jahre alten Buche im Park eingraviert.
Die Burg blieb bis 2017 in Besitz der Familie Fioruzzi, dann kaufte sie der Dichter, Literaturkritiker und Herausgeber des Corriere della Sera, Sebastiano Grasso, der nach dem Kauf eine Reihe von Restaurierungsarbeiten unter der Leitung des Architekten Mario Botta einleitete, die auch die Umsiedelung der privaten Bibliothek von Grasso in den Bergfried umfassten, sodass die Sammlung der Öffentlichkeit zugänglich gemacht werden konnte.

## Beschreibung
Die Burg, die größtenteils aus Bachkieseln und Bruchstein aus dem Bett des Nurebaches in der Nähe erbaut ist, ist im Süden und im Osten von einem Burggraben umgeben, der mit dem Nurebach verbunden ist. Das Schema der Gräben in Verbindung mit dem Bach auf der Westseite der Burg garantierten den Schutz der Burg gegen feindliche Angriffe. Der Komplex hat einen Grundriss in Form eines gleichschenkligen Dreiecks, wobei die Nordseite, die längste, parallel zum Nurebach verläuft.
Der Komplex hat insgesamt drei Türme an den Ecken des Dreiecks: An der Nordwestecke zum Bett des Nurebaches hinaus findet sich der Bergfried mit quadratischem Grundriss, einer Seitenlänge von 15 Metern und einer Höhe von 30 Metern, gekennzeichnet durch angeschrägte Mauern und den Blick auf das Bett des reißenden Baches, versehen mit einer Mauerkurtine und freitragenden Konsolen, die miteinander durch kleine Bögen miteinander verbunden sind, über denen Schwalbenschwanzzinnen angebracht sind. Der Turm hat vier Geschosse, ein jedes mit einem Saal von etwa 150 m² Fläche und miteinander durch etliche Treppenzüge – innen oder außen – verbunden. In den Kellern des Turmes befand sich vor der Restaurierung Ende des 19. Jahrhunderts ein Kerker: Ein Raum, der nur durch eine Falltür in der Decke zugänglich war und in dem Gefangene eingesperrt wurden. Im Erdgeschoss dagegen befindet sich eine Waffenkammer, während oben auf dem Turm eine Panoramaterrasse angebracht ist. An der Basis des Turms, gespeist von den Wassern des Nurebaches, eine Ableitung, von der der ‚‘Rio San Giorgio‘‘ ausgeht, ein Kanal, dessen Existenz schon ab dem 12. Jahrhundert dokumentiert ist und dessen Wasser zum Antrieb der Hämmer für die Verarbeitung von Eisen und Papier verwendet wurden; einige davon befanden sich in Besitz der herzoglichen Liegenschaftsverwaltung der Farneses. Der Kanal verläuft bis zur Wiedervereinigung mit dem Nurebach bei San Giorgio Piacentino.
Auf der Südseite steht ein Turm mit quadratischem Grundriss, während auf der Nordostseite der dritte Turm mit polygonalem Grundriss zu finden ist, der der Innenseite der Wehrmauer zugewandt ist. Schließlich gibt es auf der Kurtine entlang der Nordostseite der Burg ein kleiner Zwischenturm. Über den Mauern, die mit ghibellinischen Zinnen versehen sind, verläuft der Wehrgang. Eine elegante Loggia, die die Familie Maggi 1703 erbauen ließ und die mit Rundbögen versehen ist, verbindet den Bergfried mit dem kleinen Zwischenturm.
In das Innere des Komplexes gelangt man von der Südostseite aus durch einen Eingang mit Rolltor und Zugbrücke, von der nur die Einkerbungen bis heute erhalten geblieben sind. Zum Schutz des Eingangs gibt es einen weiteren Turm, der während des 16. Jahrhunderts mit Abläufen versehen wurde und der später teilweise in den Hauptbaukörper der Burg integriert wurde. Nachdem man den Eingang passiert hat, gelangt man in einen Raum für die Wachmannschaft, in die Zimmer des Wächters und einen weiteren Turm. Auf der äußeren Wehrmauer der Fassade gibt es kleine Fenster mit Rundbögen. Im Garten innerhalb der Wehrmauern liegt ein Brunnen, der ursprünglich vom Grundwasser gespeist wurde.
Der Sage nach soll es einen Tunnel geben, der unter dem Burggraben verlaufe und einen der kleineren Türme auf der Nordseite des Gebäudes mit einem Gebäude in der Nähe der Burg verbinde, das ursprünglich Teil des Verteidigungssystems der Burg gewesen sei und später einen Eisenhammer beherbergt haben soll.